# 上海总会大楼
31°14′20″N 121°29′0″E / 31.23889°N 121.48333°E
上海总会大楼，位于中國上海外滩中山东一路2号，因上海最早的外侨俱乐部，上海总会（Shanghai Club）曾于楼内而得名。上海总会大楼前后共有两代建筑，第一代建筑存在于1864年至1909年。目前现存的是第二代大楼，外观为英国文艺复兴时期风格并在细节处带有巴洛克式样。建筑内部有当时世界最长的酒吧吧台。两代大楼内曾先后举办过多场重要活动。太平洋战争时期，大楼一度转为日军征用。1949年以后，大楼曾先后为多家企事业单位使用。1971年，东风饭店在楼内开张，其二楼后成为肯德基快餐店在沪首家餐厅。1989年，大楼成为首批上海市优秀历史建筑。2008年，希尔顿集团将其改为華爾道夫酒店。

## 历史

### 释名
上海总会大楼，得名于兴建该楼的上海总会。英语直译为上海俱乐部，当时上海将进行餐饮、文艺、娱乐综合的交际场所称为总会。取其无所不包之意。

### 兴建始终
1850年代，随着开埠日久，上海的侨民逐渐增加。1852年，当时侨民发展至300余人，其中英国侨民约占总数的四分之三。英籍侨民提议兴办总会以便交际，并因此成立委员会进行讨论。但当年计划过于宏大，加之小刀会、太平天国的相继爆发，此议暂时搁置。1862年，随着东南局势稳固，英侨俱乐部之议再次提上日程。
1862年，侨民经讨论确定总会的性质以社交为主。兴建大楼所需土地和资金由机构和个人提供。英商福格自愿捐献洋泾浜北首外滩一带占地约3.5亩的土地。当时外滩的土地均价在4000-6000元鹰洋，而福格提供的土地为总会的兴办节约近两万银元。另外，英商上海运动事业基金会出售位于福州路外滩附近占地约9亩的土地给汇丰银行，获得白银6万两，除1万两用于股东分红外，其余暂存总会，用于兴建大楼。
1863年，完成所有前期准备后，工程开工。歷時一年，于1864年落成开放。1873年11月17日，上海开埠三十周年庆，在沪英侨在总会内举行庆典活动。1879年4月，美国前总统格兰特夫妇进行环球旅行，并于5月17日抵沪。21日，上海总会内举行了欢迎仪式。总会大楼屋檐上，总会员工用铁管弯出“敬贺格兰特”的英文，同时铁管上有密布小孔，入夜后通入煤气点亮。1890年4月8日，维多利亚女王三子康诺特公爵携夫人路易斯·玛格丽特公主抵沪，欢迎宴会在上海总会举行。

### 重建以后

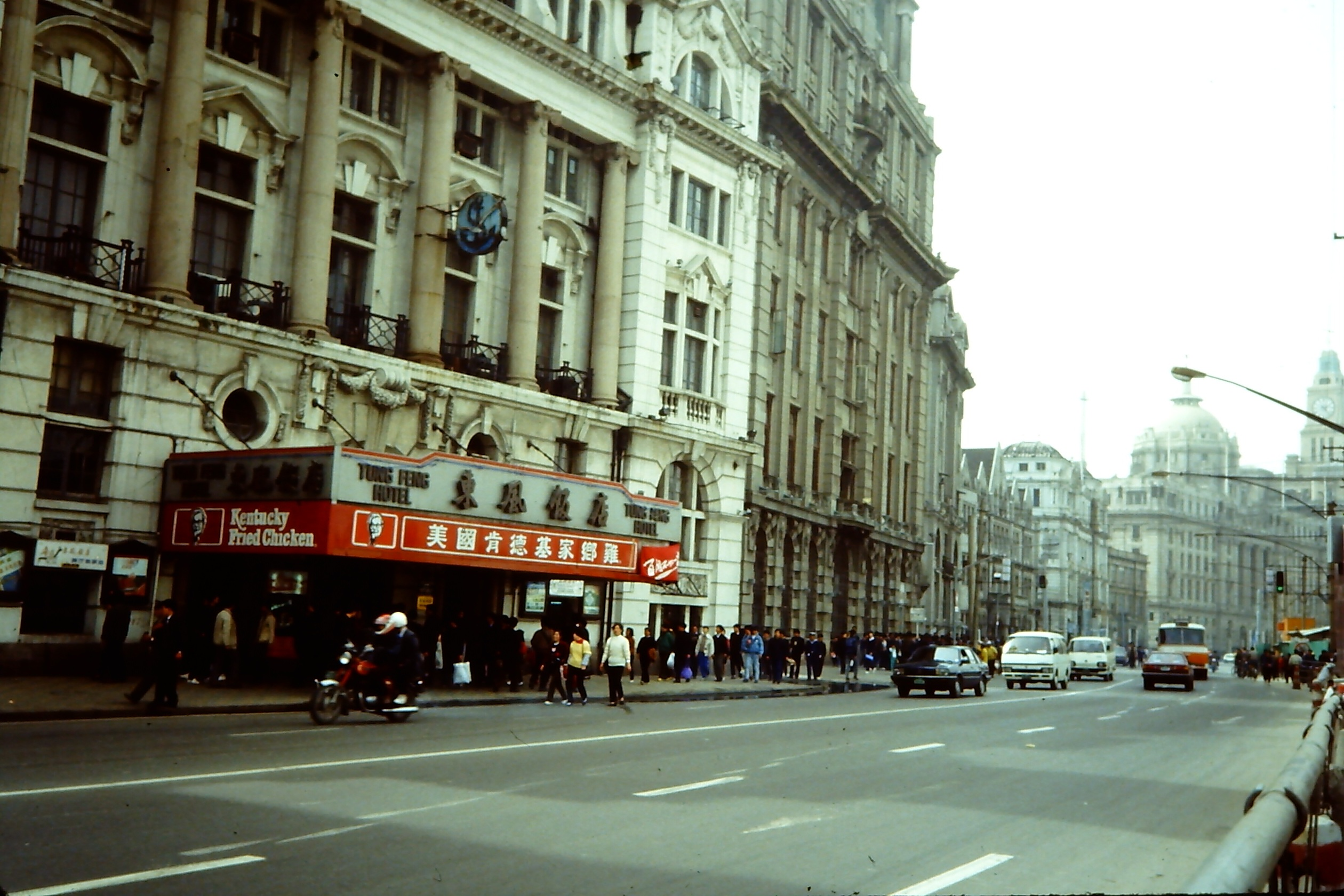
东风饭店与上海第一家美國肯德基家鄉雞門店，攝於1992年

在历经约半个世纪后，第一代大楼逐渐陈旧，内部设施日渐落伍。总会遂决定原址翻建新楼。1905年，时任工部局工务处建筑师，同时也是英国皇家建筑师协会成员的H·塔兰特担任了新楼的设计。但塔兰特不久因病逝世，项目转由A·G·布雷负责。另一方面，由于设计的新楼预算超支，最终协定由怡和洋行、英商上海电车有限公司、卜内门洋碱公司、汇丰银行和正广和联合出资。1909年工程正式奠基。1910年1月，总会新楼落成，总会委员会举行落成礼。当时，广东路至洋泾浜的外滩一线实行交通管制。公共租界巡捕房出动巡捕维护现场秩序。老会员霍必兰在委员会主席布莱特和建筑师布雷的陪同下抵达总会门外，随后将钥匙插入新楼大门，宣布二代大楼正式启用。
随着1941年底的太平洋战争爆发，日军开进公共租界中区，上海总会大楼被征用。1945年日本投降后重新交还总会委员会使用。1949年，上海政权易手后，英国侨民逐渐离沪。1956年，大楼转交国际海员俱乐部使用。1971年，随中華人民共和國国内政治风向更名为“东风饭店”。1989年，上海第一家肯德基快餐店在二楼开张。1998年，因经营原因，东风饭店宣布停业。在闲置十年后，2008年，本建筑作保护性修缮，修复者新联谊公司坚持保存其原有风貌，恢复其原有审美及价值。同年，希尔顿酒店集团入主该楼，并将其改建成亚洲首家华尔道夫酒店。酒店于2011年正式开张。

## 建筑

### 第一代总会大楼

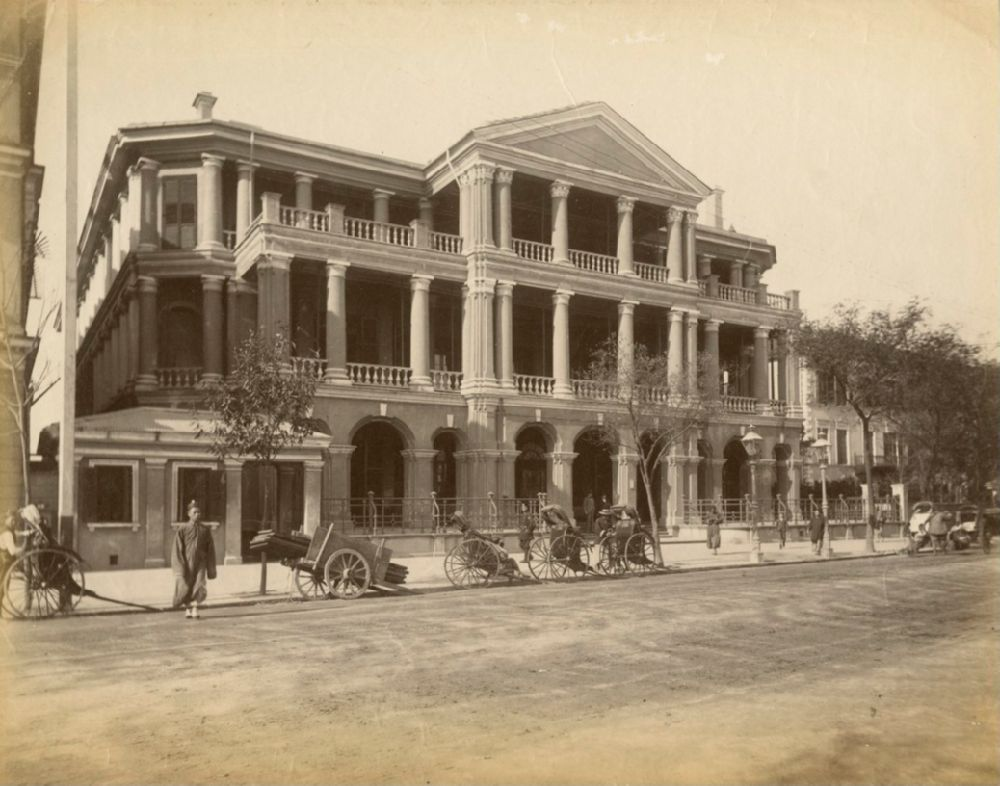
第一代总会大楼

上海总会的第一代大楼于1863年起动工，1864年正式落成开放。整座建筑共三层砖木结构，正立面为山墙式屋顶，外墙采用清水红砖。自下而上均设有外廊，为带有东印度风格的文艺复兴建筑。夏日一般在走廊内侧悬挂竹帘，正门口同时设计有竹架，以便随时敷设遮阳蓬。楼内除设置有会客室外，还配备大小餐厅、小弹子房（桌球）、大弹子房（保龄球）、棋牌室、阅览室、酒吧等娱乐设施。

### 第二代总会

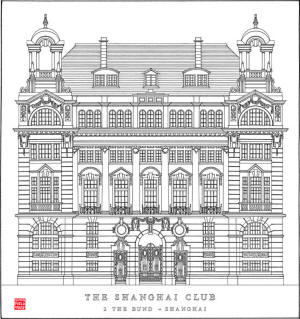
第二代总会大楼正面图

第二代建筑于1910年1月6日正式完工，是外滩地区第一幢采用水泥的建筑。二代总会共六层，其中地面5层，地下1层。大楼外立面为典型的英国古典主义风格建筑，并且在部分细节上装饰有巴洛克元素。建筑严格按照三段式设计，第二层和第三层的檐边带有浮雕，同时门窗采用方形、圆形、半月、三角等多种造型。立柱等部位采用石料，墙面采用水泥仿石料的做法。进门处两侧原有女神塑像。建筑中部采用六根爱奥尼式石柱支撑，顶部则采用变形的芒萨尔式，并在南北两侧的顶端建有两座巴洛克式瞭望塔楼。
建筑内部是由马海洋行的日本设计师下田菊太郎负责，当时仿照位于东京的帝国饭店进行设计，所以也有人称之为“东洋的伦敦”。同时，由于是英国侨民的俱乐部，在弹子房中使用了英国伊丽莎白一世时期的风格，酒吧则带有詹姆士一世时代的格调。自底层大厅入内，首先是其中最出名的长达30.6米的酒吧台，当时在远东无出其右。同时酒吧间采用了高五米左右的橡木板镶嵌。建筑二层的东侧主要为餐厅，装饰采用白色壁柱和红色镶嵌板的搭配。并且300平米的大厅内不设立柱。二层另一侧则主要作为私人宴请的小型包间和部分棋牌室。而三楼和四楼则是为访客和会员安排的卧室。顶层则是职员和大菜间的所在。另外，总会还有阅览室、棋牌室等相关房间。当年，建筑内已经安置了电气照明、冷藏冷冻等现代设施。同时，地下一层改造成地滚球场。并且建筑整体考虑了防火，并做了结构性的安排。建筑总占地870平米。

## 现况

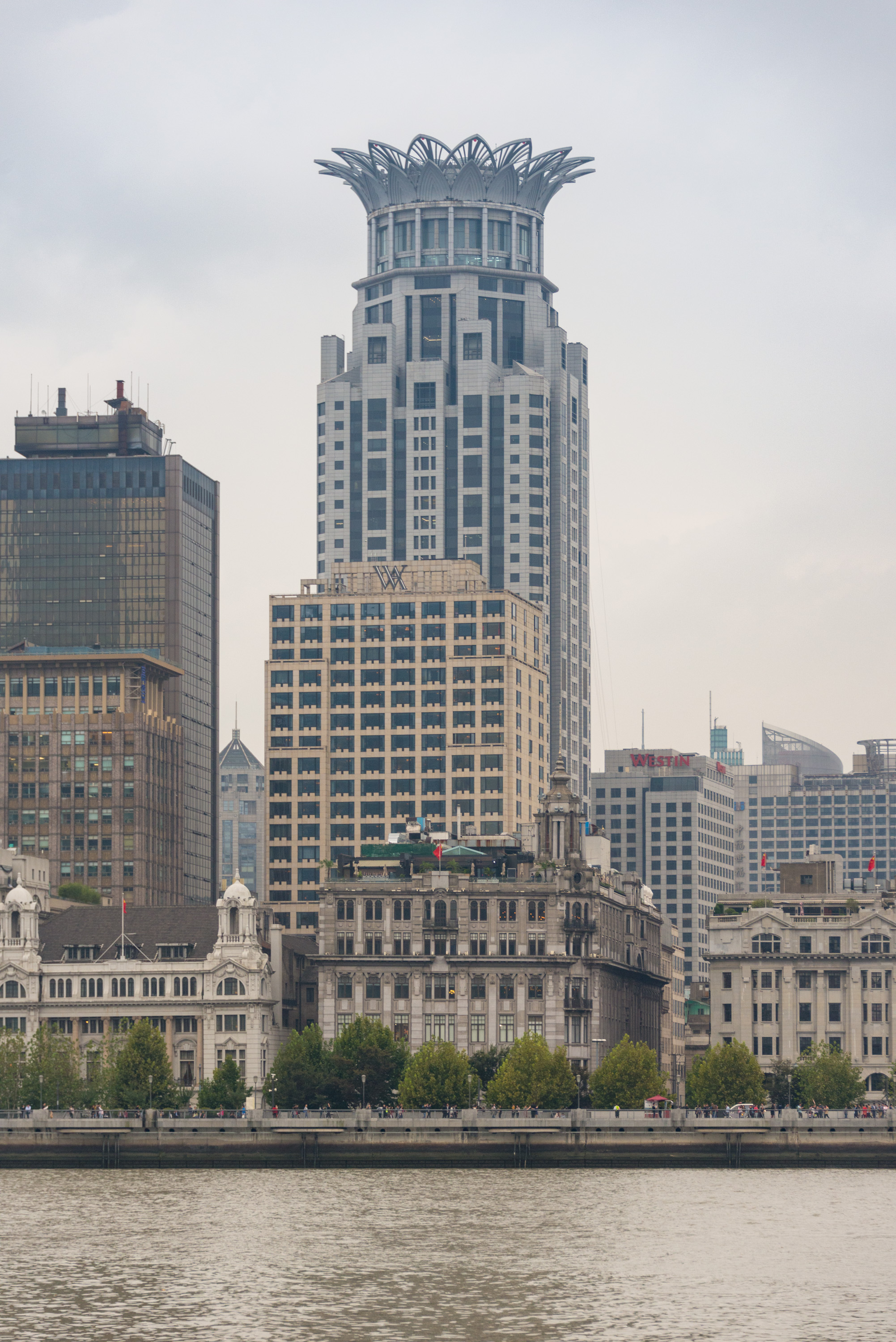
上海总会大楼和华尔道夫新楼

上海总会大楼，现由上海久事公司拥有，为上海外滩华尔道夫酒店的一部分。大楼是一幢拥有20间套房的全套房大楼，共分华尔道夫套房、华尔道夫临江套房和华尔道夫豪雅临江套房三种套房。此外，原先已不存的酒吧吧台和其它室内装饰现在也已根据资料与照片复原，成为目前酒店廊吧的一部分。

## 图集
- 第一代总会大楼（左）及外灘，約於1903年
- 第一代总会大楼，約於1908年
- 第二代总会大楼長30.6米的酒吧台，1912年
- 上海总会大楼沿外灘一面
- 左侧为上海亚细亚大楼，右侧为上海总会大楼
- 上海总会大楼全国重点文物保护单位标志